# Arthur Julius Barth
Arthur Julius Barth (* 22. November 1878 in Meißen; † 17. Juli 1926 in Rehbrücke) war ein deutscher Maler und Graphiker. Hervorgegangen aus dem Kreis der Manufakturarbeiter der Königlichen Porzellanmanufaktur Meißen wurde seinem unermüdlichen Schaffen durch einen frühen Tod ein jähes Ende gesetzt.

## Leben

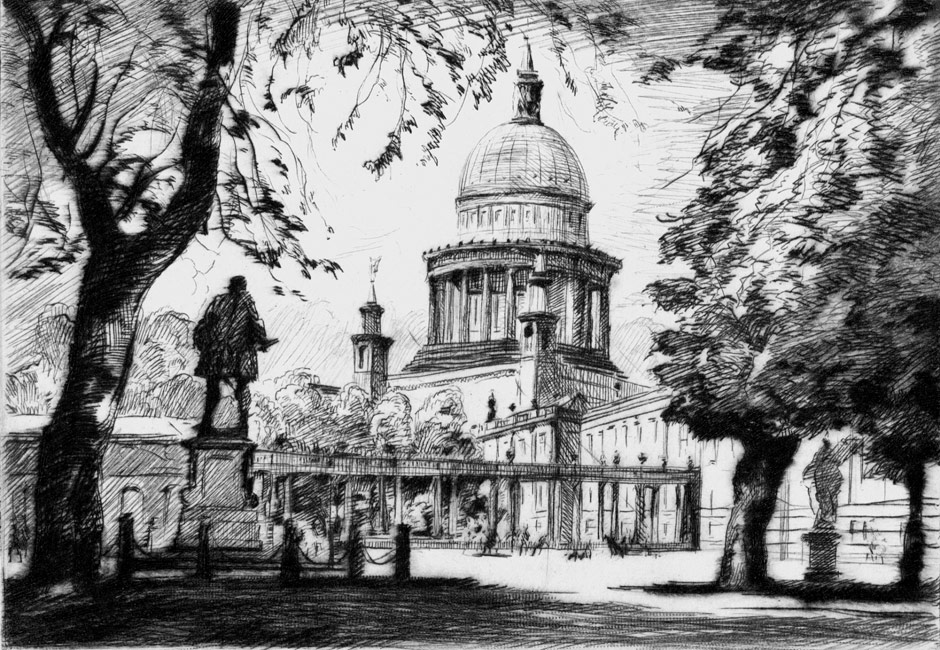
Arthur Barth: Nikolaikirche in Potsdam, 1924

Barth war am 22. November 1878 in Meißen als Kind des Kaufmanns Julius Arno Barth und der Henriette Agnes, geb. Schneider zur Welt gekommen. Seine Laufbahn dort begann 1896 mit der Aufnahme in die Zeichenschule der Manufaktur mit der Ausbildung in traditioneller Landschafts- und Blumenmalerei der Manufaktur. In die Jahre 1897 bis 1901 fällt die Ausbildung als Figurenmaler sowie ein Studium an der Königlichen Kunstakademie Dresden durch Aufnahme in den Malsaal des Bildnis- und Genremalers Leon Pohle.
Ein erneutes Studium ab September 1903 in der Klasse des Malers Carl Bantzer führte ihn im Sommer 1904 zu Studien in die Malerkolonie nach Willingshausen (Hessen). Mit Beginn des Wintersemesters 1904/05 schrieb sich Barth für die Ornamentschule von Otto Gussmann ein, die er bis zum Ende des Sommersemesters 1906 besucht. Er arbeitete zwischenzeitlich bzw. parallel bei der Manufaktur. 1910 heiratete er Marie Barth, geb. Schneider. 1914 kündigte er und zog als freier Künstler nach Rehbrücke. Durch die Freundschaft zu Franz Huth wurde Barth an die Interieurmalerei herangeführt. Huth war es auch, der Marie Barth und die Kinder nach dem frühen Tod Arthur Julius Barths unterstützte. Barth verstarb am 17. Juli 1926 im 48. Lebensjahr an einer Lebensmittelvergiftung.

## Leistungen
Nach einigen Jahren der Stagnation war die Porzellanmanufaktur Meißen ab 1900 in eine Phase der strukturellen und künstlerischen Erneuerung getreten, getragen durch eine Gruppe von jungen Künstlern wie Arthur Julius Barth, die großenteils aus der Manufaktur hervorgegangen waren. Nach 1914 wurden eine Folge von Radierungen Barths unter dem Titel „Dresden“ und ab 1919 weitere Sammelwerke – „Potsdam“, „Alt-Meißen“, „Meißen und Elbeland“, „Weimar“, „Märkische Ansichten“, „Elfen“-Mappe, „Ludwig Richter“-Mappe – herausgegeben. In den zwanziger Jahren fertigte Barth eine Unmenge von Ansichten der Sehenswürdigkeiten Potsdams und Sanssoucis, aber auch von der näheren Umgebung Bergholz und Rehbrücke. Er wird hierdurch zum unermüdlichen Bewahrer dieser historischen Ansichten.

## Werke

### Porzellan und Entwürfe
- Museum der staatlichen Porzellanmanufaktur Meißen
- Kunstgewerbemuseum Berlin
- Württembergisches Landesmuseum Stuttgart

### Graphiken und Gemälde
- Stadtarchiv und -museum Meißen
- Kupferstichkabinett Dresden

## Ausstellungen

### Einzelausstellungen
- 1927 Berlin, H.Sagert & Co., Gedächtnis-Ausstellung
- 1989 Stralsund, Theater (P.u.H. Schneider)
- 2001 Nuthetal, Gedenkausstellung des Ortsvereins Bergholz-Rehbrücke

### Gruppenausstellung
- 1908 München, Glaspalast
- 1908 Berlin, Große Deutsche Kunst-Ausstellung
- 1909 Wien, Große Deutsche Kunst-Ausstellung